# 现任福建省地级行政区行政长官列表

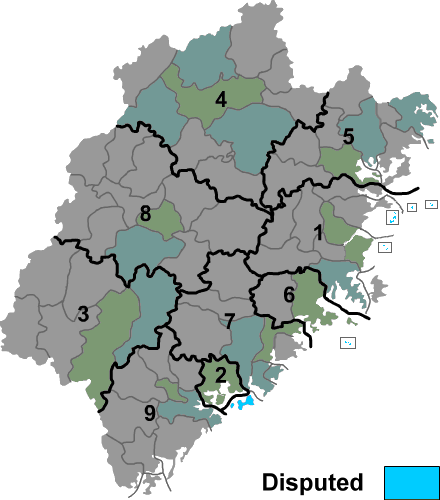
以福建省地級行政區來劃分，
具體請見：「福建省」條目，
「行政區劃」章節

本列表列出中国共产党福建省9個地級行政區委员会的的現任人民政府市長。該省的1個副省级市、8个地級市的人民政府市長均由唯一執政黨中國共產黨的黨員出任，是該市政治建制內，僅次於中共該市委員會書記的「二把手」，而且此職由該市黨委排名第一的副書記擔任成了一種趨勢。
現任地級行政區行政首長之中，任职时间最长的是泉州市人民政府市長蔡戰勝，自2021年7月31日起担任市長，迄今3年11个月；任职时间最短的是[宁德市人民政府]]市长潘国强，自2025年7月23日起担任市長，迄今0个月。

## 副省級市人民政府市長
| 副省級市人民政府 （历任市长） | 市长 | 上任日期 （任职时间）   | 出生年月           | 是否在 省委兼职 |
| ----------------------------- | ---- | ----------------------- | ------------------ | --------------- |
| 廈門市人民政府 （市长列表）   | 伍斌 | 2024年9月30日 （9个月） | 1967年9月 （54歲） | 否              |

## 地級市人民政府市長
| 地級市人民政府 （历任市长） | 市长          | 上任日期 （任职时间）       | 出生年月              |
| --------------------------- | ------------- | --------------------------- | --------------------- |
| 福州市人民政府 （市长列表） | 吳賢德        | 2021年8月12日 （3年11个月） | 1969年9月9日 （55歲） |
| 莆田市人民政府 （市长列表） | 戴龍成        | 2024年10月28日 （8个月）    | 1976年5月 （49歲）    |
| 三明市人民政府 （市长列表） | 陈岳峰        | 2024年11月27日 （7个月）    | 1973年10月 （51歲）   |
| 泉州市人民政府 （市长列表） | 蔡戰勝        | 2021年7月31日 （3年11个月） | 1973年8月 （51歲）    |
| 漳州市人民政府 （市长列表） | 魏东          | 2023年8月2日 （1年11个月）  | 1970年1月 （55歲）    |
| 南平市人民政府 （市长列表） | 林建          | 2023年2月27日 （2年4个月）  | 1970年11月 （54歲）   |
| 龍巖市人民政府 （市长列表） | 胡盛 (1978年) | 2021年8月19日 （3年11个月） | 1978年1月 （47歲）    |
| 寧德市人民政府（市长列表）  | 潘国强        | 2025年7月23日 （0个月）     | 1974年10月 （50歲）   |